# Capitão Gervásio Oliveira
Capitão Gervásio Oliveira este un oraș în Piauí (PI), Brazilia.